# Norra Acksjön (Nårunga socken, Västergötland, 642550-132108)
Norra Acksjön är en sjö i Vårgårda kommun i Västergötland och ingår i Göta älvs huvudavrinningsområde.